# 龍鳳腿

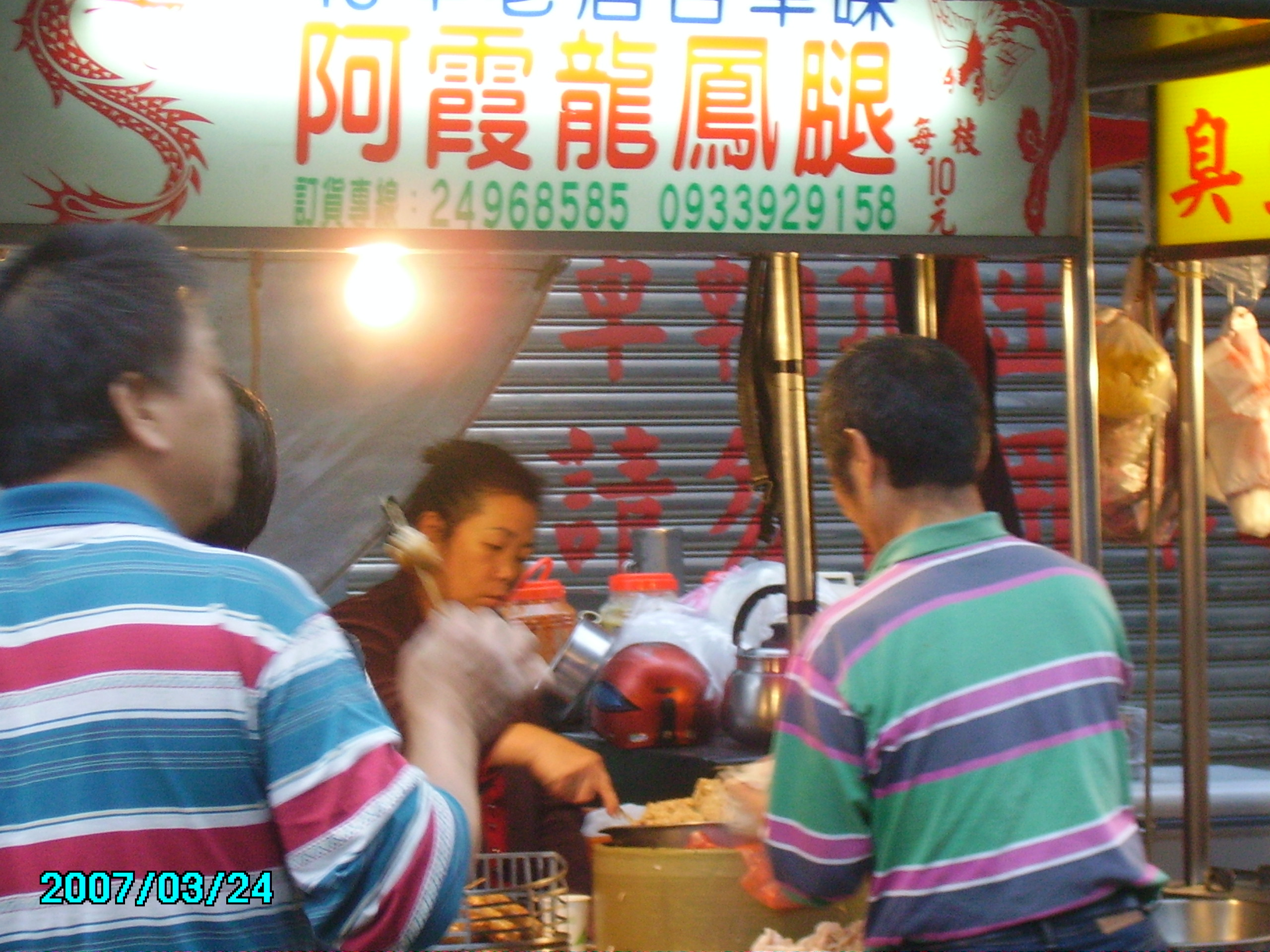
瑞芳民生街上的龍鳳腿攤販

龍鳳腿發源自臺灣新北市瑞芳區，有「窮人家的雞腿」之稱，一般來說材料做法源自臺灣民間鄉土菜餚雞捲，以魚漿、豬肉和紅蘿蔔、洋蔥、高麗菜等內餡拌勻，用豬網油包裹後，再下熱鍋油炸而成雞腿外型。

## 由來
據說早期居民生活困苦，不易吃到雞腿，聰明的媽媽們就想到利用豬肚旁不要的網油，用魚漿餡料包成雞腿狀再串上竹籤入鍋，油炸後像極了一根根的雞腿。正因為有魚漿和絞肉兩種餡料，所以取名為「龍鳳腿」。
另有一說是一名魚漿師傅，覺得魚漿賣不完很浪費，參考雞捲的做法，把魚漿加上一些蔬菜，用豬油網包製下鍋油炸，做成了小吃。因為很受歡迎，很多人會在喜宴上訂來招待賓客，為討吉利而取名為「龍鳳腿」。